# Avenida Parkside (línea Brighton)
La Avenida Parkside es una estación en la línea Brighton del Metro de Nueva York de la división B del Brooklyn–Manhattan Transit Corporation. La estación se encuentra localizada en Prospect-Lefferts Gardens, Brooklyn entre la Avenida Woodruffe y la Avenida Ocean. La estación es servida en varios horarios por los trenes del Servicio  y .

## Enlaces externos

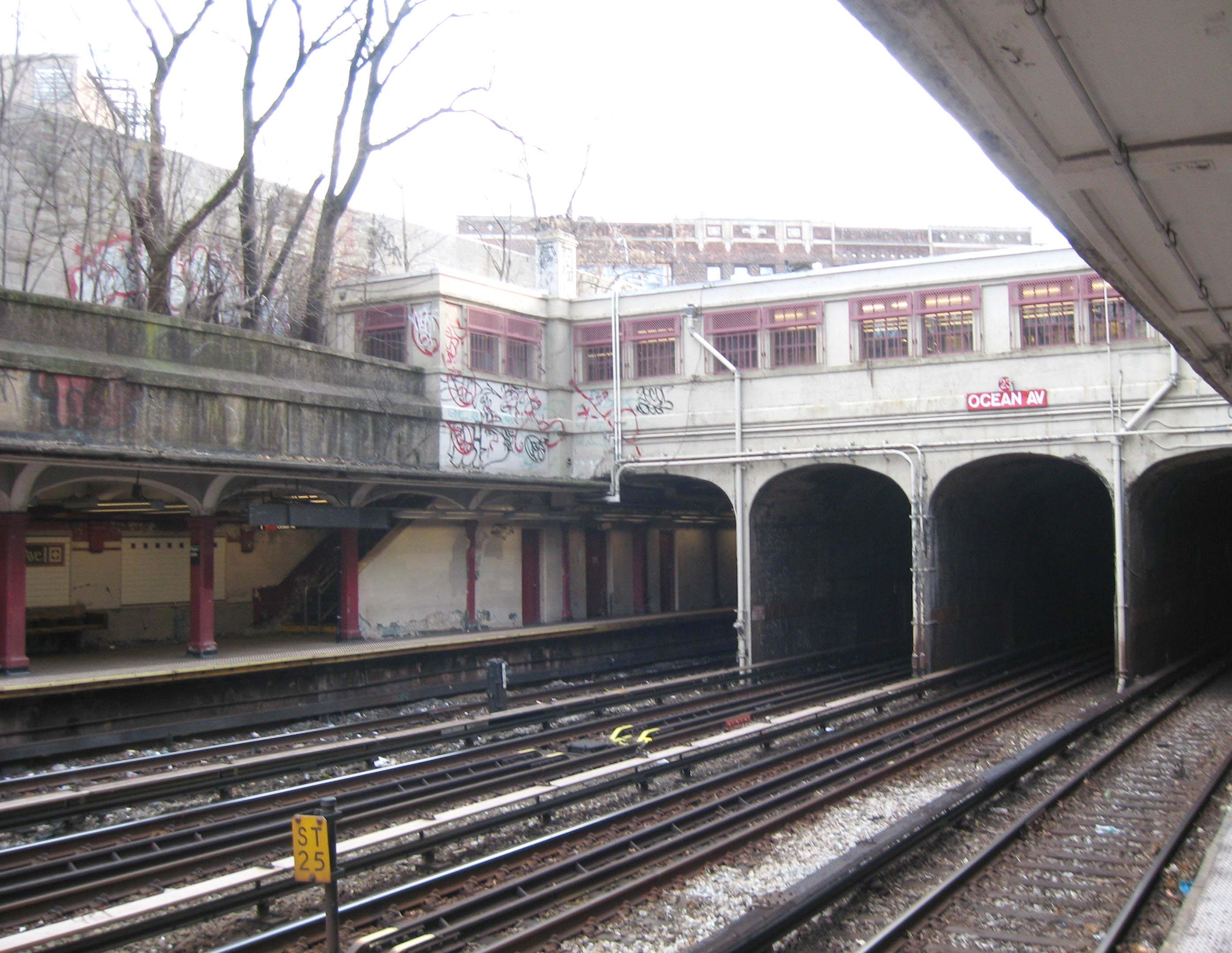
Plataforma norte.